# Liste der Baudenkmäler in Flintsbach am Inn
Auf dieser Seite sind die Baudenkmäler in der oberbayerischen Gemeinde Flintsbach am Inn zusammengestellt. Diese Tabelle ist eine Teilliste der Liste der Baudenkmäler in Bayern. Grundlage ist die Bayerische Denkmalliste, die auf Basis des Bayerischen Denkmalschutzgesetzes vom 1. Oktober 1973 erstmals erstellt wurde und seither durch das Bayerische Landesamt für Denkmalpflege geführt wird. Die folgenden Angaben ersetzen nicht die rechtsverbindliche Auskunft der Denkmalschutzbehörde.

## Baudenkmäler nach Ortsteilen

### Flintsbach
| Lage                            | Objekt                                     | Beschreibung | Akten-Nr.              | Bild           |
| ------------------------------- | ------------------------------------------ | --- | ---------------------- | -------------- |
| Kirchplatz 1 (Standort)         | Katholische Pfarrkirche St. Martin         | Saalbau mit Satteldach, geschweiftem Giebel und Südturm mit Kuppellaterne, im Kern spätgotischer Bau, 1651 Vorhalle, 1720 Umbau der Vorhalle, 1732 Erhöhung des Turms, 1734–35 barocker Ausbau durch Abraham Millauer; mit Ausstattung; Allerseelenkapelle, modern bezeichnet 1426, mit angebautem Totenerker, 1669; mit Ausstattung; 68 schmiedeeiserne Grabkreuze, 18./19. Jahrhundert; Kriegerdenkmal, Brunnen mit Säule und Figurengruppe aus Kalkstein, um 1910. | D-1-87-131-4 Wikidata  | weitere Bilder |
| Kufsteiner Straße 4 (Standort)  | Ehemaliges Handwerkerhaus (Messerschmiede) | zweigeschossiger Flachsatteldachbau mit breiter Hochlaube, 17. Jahrhundert | D-1-87-131-5 Wikidata  | weitere Bilder |
| Kufsteiner Straße 6 (Standort)  | Gasthaus                                   | zweigeschossiger Flachsatteldachbau mit kurzer Hochlaube und erneuerten Wandmalereien, im Giebelfeld modern bezeichnet 1754; | D-1-87-131-6 Wikidata  | weitere Bilder |
| Kufsteiner Straße 14 (Standort) | Ehemals Bauernhaus                         | Einfirsthof, zweigeschossiger Flachsatteldachbau mit breiter Hochlaube und Wandmalereien, 1. Hälfte 19. Jahrhundert | D-1-87-131-9 Wikidata  | weitere Bilder |
| Kufsteiner Straße 18 (Standort) | Bauernhaus                                 | Einfirsthof, zweigeschossiger Flachsatteldachbau, 1. Hälfte 19. Jahrhundert | D-1-87-131-10 Wikidata | weitere Bilder |
| Kufsteiner Straße 47 (Standort) | Wohnhaus                                   | zweigeschossiger Flachsatteldachbau mit verbrettertem Giebelfeld, Balkon und breiter Hochlaube, wohl 2. Hälfte 18. Jahrhundert | D-1-87-131-11 Wikidata | weitere Bilder |
| Kufsteiner Straße 49 (Standort) | Wohnhaus                                   | zweigeschossiger Flachsatteldach, Balkon und breiter Hochlaube, um Mitte 19. Jahrhundert | D-1-87-131-12 Wikidata | weitere Bilder |
| Kufsteiner Straße 50 (Standort) | Ehemals Handwerkerhaus                     | sogenannt Beim Kistler, zweigeschossiger Flachsatteldachbau mit Laube und barocken Wandmalereien, 2. Hälfte 18. Jahrhundert | D-1-87-131-13 Wikidata | weitere Bilder |
| Maiwandstraße 3 (Standort)      | Ehemals Bauernhaus                         | zweigeschossiger Flachsatteldachbau mit verbretterter Giebellaube und Wandbild, 1784. | D-1-87-131-14 Wikidata | weitere Bilder |
| Nähe Astenweg (Standort)        | Wegkapelle                                 | Satteldachbau mit Putzgliederungen, neugotisch, 2. Hälfte 19. Jahrhundert; mit Ausstattung. | D-1-87-131-1 Wikidata  | weitere Bilder |
| Tatzelwurmstraße 2 (Standort)   | Friedhof                                   | 1824 angelegt, mit zahlreichen Grabanlagen des 19. Jahrhunderts; Friedhofskapelle, oktogonaler Zeltdachbau mit hohem Dachreiter mit Zwiebelhaube, Säulenvorhalle und schmiedeeisernem Gitter, 1825–28; Grabstätte der Familie Steinbeis, offener Zeltdachbau mit Rundbogenfenstern und eingestellten Säulen sowie Nische mit farbigen Mosaikkacheln, 1905; Martersäule, Tuffstein, wohl 16. Jahrhundert.                                                              | D-1-87-131-15 Wikidata | weitere Bilder |
| Theaterweg 2 (Standort)         | Volkstheater                               | sogenannter „Komödienstadel“, rechteckiger Baukörper mit unverputztem Sockelgeschoss und hohem Walmdach, im Kern von 1823, Umbau 1949 und um 1975; gemalter Theatervorhang von Bernhard Behamgruber Vater und Sohn, Flintsbach, von 1844. | D-1-87-131-16 Wikidata | Volkstheater   |

### Asten
| Lage                                       | Objekt                    | Beschreibung | Akten-Nr.              | Bild                      |
| ------------------------------------------ | ------------------------- | --- | ---------------------- | ------------------------- |
| Asten 1 (Standort)                         | Bergbauernhaus            | Einfirsthof, „Vorderasten“, zweigeschossiger Flachsatteldachbau mit Eckerker, Blockbauobergeschoss, Laube und Hochlaube, im Kern wohl 16. Jahrhundert, Lauben noch 18. Jahrhundert und erneuert, Sterntür bezeichnet 1841, im Giebelgeschoss Hauskapelle; mit Ausstattung; im Giebelfeld Kruzifix, wohl 17. Jahrhundert                                                                           | D-1-87-131-17 Wikidata | Bergbauernhaus            |
| Asten 2; Nähe Asten; Flur Asten (Standort) | Ehemaliges Bergbauernhaus | Einfirsthof, „Hinterasten“, seit ca. 1920 Berggasthof Hohe Asten, zweigeschossiger Flachsatteldachbau mit Eckerkern, Blockbauobergeschoss, umlaufender Laube und Hochlaube, wohl 17. Jahrhundert, Lauben 18. Jahrhundert, um 1920 Umbau zur Gastwirtschaft; historische Ausstattung im Kapellenneubau von 1965; Heustadel, Blockbau mit Flachsatteldach, 18. Jahrhundert, 100 m oberhalb Asten 1. | D-1-87-131-18 Wikidata | Ehemaliges Bergbauernhaus |

### Bauer am Berg
| Lage                      | Objekt     | Beschreibung | Akten-Nr.              | Bild       |
| ------------------------- | ---------- | --- | ---------------------- | ---------- |
| Bauer a.Berg 1 (Standort) | Bauernhaus | Einfirsthof, sog. Bauer am Berg, zweigeschossiger Flachsatteldachbau aus unverputztem Bruchsteinmauerwerk mit verbretterter Laube und Sterntür, 1. Hälfte 19. Jahrhundert; kleines Nebengebäude, Satteldachbau aus unverputztem Bruchsteinmauerwerk mit teilweise freiliegendem Untergeschoss, Mitte 19. Jahrhundert | D-1-87-131-19 Wikidata | Bauernhaus |

### Einöden
| Lage                             | Objekt                       | Beschreibung | Akten-Nr.              | Bild           |
| -------------------------------- | ---------------------------- | --- | ---------------------- | -------------- |
| Kufsteiner Straße 155 (Standort) | Gasthof, sog. Heubergstüberl | zweieinhalbgeschossiger Flachsatteldachbau aus unverputztem Bruchsteinmauerwerk mit Hochlaube, verbrettertem Giebel und Sterntür, um 1860. | D-1-87-131-20 Wikidata | weitere Bilder |

### Falkenstein
| Lage                                               | Objekt                              | Beschreibung | Akten-Nr.              | Bild           |
| -------------------------------------------------- | ----------------------------------- | --- | ---------------------- | -------------- |
| Anton-Rauscher-Weg 7 (Standort)                    | Mauer                               | zugehöriges Teilstück der ehemaligen Burgbefestigung, Vorbefestigung am Fuß des Burgbergs der heutigen Burgruine Falkenstein, wohl spätmittelalterlich.         | D-1-87-131-22 Wikidata | BW             |
| Falkensteinstraße 3 (Standort)                     | Ehemals Bauernhaus                  | Einfirsthof, zweigeschossiger Flachsatteldachbau mit verputztem Blockbauobergeschoss, Kniestock, breiter Hochlaube, Wandmalereien und Sterntür, 18. Jahrhundert | D-1-87-131-23 Wikidata | weitere Bilder |
| Petersbergweg 25, Falkensteinstraße 2 b (Standort) | Burgruine Falkenstein (untere Burg) | Bergfried nach 1296, Umfassungsmauer und zwei Türme, 15. Jahrhundert; im Ort Reste weiterer Umfassungsmauern.                                                   | D-1-87-131-21 Wikidata | weitere Bilder |

### Fischbach am Inn
| Lage                             | Objekt                                                | Beschreibung | Akten-Nr.              | Bild           |
| -------------------------------- | ----------------------------------------------------- | --- | ---------------------- | -------------- |
| Falkenbergstraße 2 (Standort)    | Bauernhaus                                            | Einfirsthof, sog. Ureicher, zweigeschossiger Flachsatteldachbau mit hohem Kniestock, Giebelbundwerk, breiter Hochlaube und Sterntür, 1802. | D-1-87-131-24 Wikidata | weitere Bilder |
| Kufsteiner Straße 73 (Standort)  | Kalkwerk II August Unterholzner                       | ehem. Ziegeltrockenstadel des Kalkwerks II von August Unterholzner, Umbau zum Wohn- und Verwaltungsgebäude, 1893, zweigeschossige Einfirstanlage mit Flachsatteldach, Wirtschaftsteil in Holzständerbauweise, Umbau und Anbau Loggia, 1917, Aufstockung nach Plänen von Architekt Carl Eisele, 1937 | D-1-87-131-39          | weitere Bilder |
| Kufsteiner Straße 84 (Standort)  | Ehemals Gasthof und Poststation, sogenannte Alte Post | zweigeschossige Vierflügelanlage mit steilen Walmdächern und gewölbten Tordurchfahrten, 1802/03. | D-1-87-131-25 Wikidata | weitere Bilder |
| Kufsteiner Straße 85 (Standort)  | Ehemalige Schmiede                                    | zweigeschossiger Flachsatteldachbau, im Erdgeschoss offene Arkaden, um Mitte 19. Jahrhundert | D-1-87-131-26 Wikidata | weitere Bilder |
| Kufsteiner Straße 91 (Standort)  | Katholische Filialkirche St. Johannes Evangelist      | Saalbau mit Satteldach, Chorturm mit welscher Haube und Putzgliederungen, nachbarock, 1824; mit Ausstattung. | D-1-87-131-28 Wikidata | weitere Bilder |
| Kufsteiner Straße 135 (Standort) | Wegkapelle                                            | jetzt Lourdeskapelle, kleiner, offener Nischenbau mit schmiedeeisernem Gitter, wohl 18. Jahrhundert | D-1-87-131-29 Wikidata | weitere Bilder |

### Hafnach
| Lage                        | Objekt     | Beschreibung | Akten-Nr.              | Bild           |
| --------------------------- | ---------- | --- | ---------------------- | -------------- |
| Wildbarrenweg 20 (Standort) | Bauernhaus | Einfirsthof, zweigeschossiger Flachsatteldachbau mit Blockbaugiebel, Laube und Hochlaube, 1. Hälfte 19. Jahrhundert | D-1-87-131-30 Wikidata | weitere Bilder |

### Kirnstein
| Lage                             | Objekt              | Beschreibung | Akten-Nr.              | Bild           |
| -------------------------------- | ------------------- | --- | ---------------------- | -------------- |
| Kufsteiner Straße 198 (Standort) | Hofkapelle          | Satteldachbau mit Wandmalerei im Giebelfeld, neubarock, 1875; mit Ausstattung; am Fuß des Burgbergs.                              | D-1-87-131-32 Wikidata | weitere Bilder |
| Ruine Kirnstein (Standort)       | Burgruine Kirnstein | von der 1504 zerstörten Burg Umfassungsmauern in Teilen und Reste des Palas erhalten, mittelalterlich, 2. Viertel 15. Jahrhundert | D-1-87-131-31 Wikidata | weitere Bilder |

### Petersberg
| Lage                    | Objekt                             | Beschreibung | Akten-Nr.              | Bild           |
| ----------------------- | ---------------------------------- | --- | ---------------------- | -------------- |
| Petersberg 1 (Standort) | Wallfahrtskirche St. Peter         | 1135 als Klosterzelle gegründet, später Propstei, Saalbau mit Satteldach und Nordturm mit Schopfwalmdach, Langhaus und Altarraum geweiht 1139, 1605–10 und 1630 Ausbau durch Hans Krumpper, 1657 Westempore; mit Ausstattung; auf dem Kleinen Madron. | D-1-87-131-33 Wikidata | weitere Bilder |
| Petersberg 2 (Standort) | Ehemalige Propstei, jetzt Gasthaus | zweigeschossiger Walmdachbau, erbaut 1696, 1832 nach Brand wiederhergestellt. | D-1-87-131-34 Wikidata | weitere Bilder |

### Ried bei Einöden
| Lage                           | Objekt     | Beschreibung | Akten-Nr.              | Bild |
| ------------------------------ | ---------- | --- | ---------------------- | ---- |
| Ried bei Einöden 13 (Standort) | Bauernhaus | Einfirsthof, zweigeschossiger Flachsatteldachbau mit Blockbauobergeschoss, verbrettertem Giebelfeld und Laube, 1674. | D-1-87-131-35 Wikidata | BW   |

### Wagnerberg
| Lage                    | Objekt     | Beschreibung | Akten-Nr.              | Bild           |
| ----------------------- | ---------- | --- | ---------------------- | -------------- |
| Wagnerberg 1 (Standort) | Bauernhaus | Einfirsthof, sog. Wagner am Berg, zweigeschossiger Flachsatteldachbau mit verschaltem Giebelfeld, Polygon-Erker und traufseitiger Balusterlaube, erbaut 1776, im Kern wohl älter. z. Z. (September 2024) nicht bewohnt und nicht bewirtschaftet. | D-1-87-131-36 Wikidata | weitere Bilder |

## Ehemalige Baudenkmäler
In diesem Abschnitt sind Objekte aufgeführt, die früher einmal in der Denkmalliste eingetragen waren, jetzt aber nicht mehr. Objekte, die in anderem Zusammenhang also z. B. als Teil eines Baudenkmals weiter eingetragen sind, sollen hier nicht aufgeführt werden. Aktennummern in diesem Abschnitt sind ehemalige, jetzt nicht mehr gültige Aktennummern.

| Lage                                       | Objekt                     | Beschreibung | Akten-Nr.             | Bild           |
| ------------------------------------------ | -------------------------- | --- | --------------------- | -------------- |
| Flintsbach Kufsteiner Straße 12 (Standort) | Ehemaliges Kleinbauernhaus | Einfirsthof, zweigeschossiger Flachsatteldachbau mit Blockbauobergeschoss, umlaufender Laube, verbrettertem Giebelfeld, Mitte 18. Jahrhundert | D-1-87-131-8 Wikidata | weitere Bilder |

## Abgegangene Baudenkmäler
In diesem Abschnitt sind Objekte aufgeführt, die früher einmal in der Denkmalliste eingetragen waren, jetzt aber nicht mehr existieren, z. B. weil sie abgebrochen wurden. Aktennummern in diesem Abschnitt sind ehemalige, jetzt nicht mehr gültige Aktennummern.

| Lage                                       | Objekt     | Beschreibung                                     | Akten-Nr. | Bild |
| ------------------------------------------ | ---------- | ------------------------------------------------ | --------- | ---- |
| Flintsbach Kufsteiner Straße 10 (Standort) | Bauernhaus | Mitte 19. Jahrhundert; 2012 nicht mehr vorhanden |           | BW   |